# 丰井站
丰井站（韓語：풍정역）是朝鮮民主主義人民共和國平安南道甑山郡丰井里的一個鐵路車站，属于南洞线。

## 邻近车站
南洞线
安石站 - 丰井站 - 二鸭站